# Campina Grande do Sul
Campina Grande do Sul è un comune del Brasile nello Stato del Paraná, parte della mesoregione Metropolitana de Curitiba e della microregione di Curitiba. Si trova a 26 km dalla capitale dello Stato Curitiba.